# Laguna Redonda
La Laguna Redonda es un pequeño cuerpo de agua de la ciudad de Concepción, Chile, que abarca una superficie de 41,000 m² y que corresponde al más profundo de todo el Gran Concepción, con 19 m de profundidad.
Esta laguna pertenece a las cuencas costeras e islas entre ríos Itata y Biobío, el ítem (082) del inventario de cuencas de Chile (BNA).: 4–111 

## Geomorfología

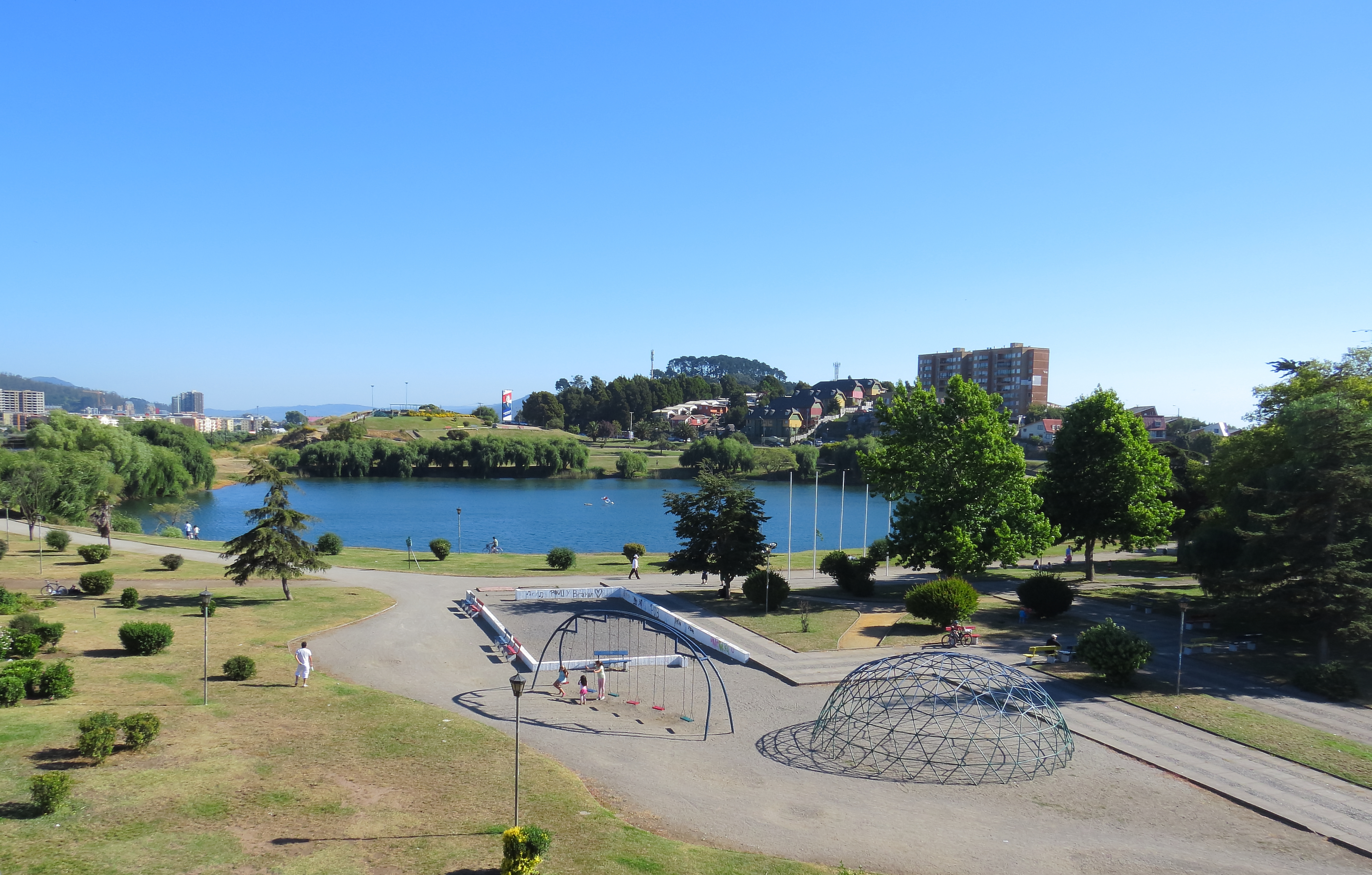
Laguna Redonda sector Lorenzo Arenas, Concepción

La ciudad de Concepción posee dos grupos de lagunas, uno al sur, que incluye las lagunas Chica de San Pedro de la Paz y la Grande de San Pedro de la Paz, y el sistema de lagunas al norte del Biobío, integrado por las lagunas Price, Redonda, Las Tres Pascualas, Lo Méndez, Lo Galindo, Lo Custodio y la Pineda.: 118 
Esta laguna, de origen tectónico, se formó por hundimiento hace aproximadamente 7000 años atrás. Posee una superficie de 41 000 m², un volumen de 410 000 m³ y un diámetro de aproximadamente 207 metros. Es la laguna más profunda de las siete presentes en el Gran Concepción, con una profundidad máxima de 19 metros. Debido a esto último, es la única de las lagunas que presenta estratificación térmica en primavera y verano.
Se ubica aproximadamente a 1 kilómetro de distancia del Río Biobío, y al oeste de las serranías entre el Cerro Chepe y los cerros al noroeste de la Laguna Lo Galindo.
Su denominación de «redonda» se debe a la forma circular bastante regular que tiene, con un diámetro promedio aproximado de 207 m.

## Historia
A principios del siglo XX, la Laguna Redonda se encontraba a medio camino entre Concepción y Talcahuano. Era parte del trayecto del tranvía eléctrico que funcionó en el sector entre 1908 y 1941. Por aquella época, se encontraba rodeada por campos de golf de la colonia británica, y por varios fundos y quintas que proporcionaban a la industria del sector materias primas de buena calidad.
Actualmente se encuentra en el sector de Lorenzo Arenas, perteneciente a la ciudad de Concepción.
Su entorno es un espacio destinado a la recreación, deporte al aire libre y esparcimiento para los habitantes de la ciudad.

## Población, economía y ecología

### Flora y fauna

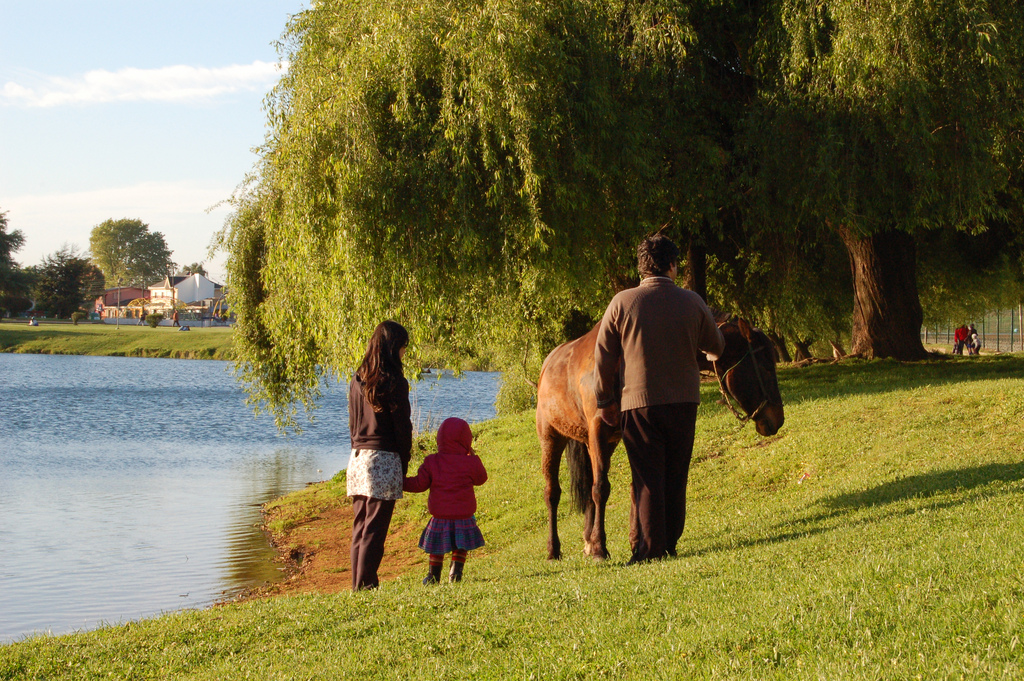
Un caballo en la orilla de la laguna.

Alrededor de la laguna se pueden encontrar árboles como el sauce, aves acuáticas como, pidenes, taguas y cisnes de cuello negro. Además podemos encontrar peces como el pejerrey, carpas, gambusias, perca y anfibios de diverso tamaño. Durante fines de la década de los 90 y principios de la década del 2000, proyectos municipales comenzaron a controlar el fenómeno de eutrofización de la laguna mediante la utilización de una especie de carpa híbrida que controla las algas.

### Cultura
Alrededor de esta laguna, se tejen algunos mitos y leyendas. Quizás el mito más conocido es que la Laguna Redonda es un «ojo de mar», ya que no se le habría encontrado fondo debido a que estaría conectado con el océano Pacífico.
Por otra parte, el 25 de octubre de 1910 apareció en sus aguas el cuerpo de una mujer brutalmente asesinada por su pareja Arturo Retamal y su cómplice Pedro Carrillo, que, posteriormente, fue reconocida por sus familiares como Petronila Neira. Envolviéndola en un saco con piedras, la arrojaron a las aguas y trataron de hacerla desaparecer. Pese a los intentos de sus asesinos, el cuerpo de la mujer reapareció desde el fondo de la laguna, lo que fue considerado por la gente como un milagro. Desde entonces, se le homenajea a través de una animita ubicada a un costado de la laguna, así como con la animita del Cementerio General de Concepción dedicada a la «Pepita», convertida en santa popular por sus milagros.